# Grand Rapids 33
Grand Rapids 33 är ett reservat i Kanada.   Det ligger i provinsen Manitoba, i den sydöstra delen av landet, 1 900 km väster om huvudstaden Ottawa.
Trakten runt Grand Rapids 33 är nära nog obefolkad, med mindre än två invånare per kvadratkilometer.